# Kremlinologija
Kremlinologija je stručni izraz kojim se označavaju novinarska, politološka, diplomatska i geopolitička istraživanja službene vanjske i unutarnje politike Ruske Federacije, a koji je proizašao iz zapadnjačkog termina sovjetologije, istoga značenja, ali vezano uz politiku Sovjetskog saveza (SSSR-a). Termin je ponajviše američkog podrijetla i ishod gotovo stoljetnih napetosti između Sjedinjenih Država i Rusije, posebice u vrijeme hladnoga rata. Kremlinolozi su u tom smislu američki, a u novije vrijeme i europski izvjestitelji (dopisnici) iz Moskve, ali i istraživači ruske vanjske politike, ponajviše u geopolitičkom smislu Drugog hladnog rata. Suvremeno jačanje Kine i njezina sve snažnija suradnja s Rusija te sukobi s SAD-om iznjedrili su i termin pekingologije.
Raspadom Sovjetskog saveza i Padom komunizma u Srednjoj, Istočnoj i Jugoistočnoj Europi izraz postaje i sastavnim dijelom uvelike amerikanizirane popularne kulture, u kojoj je bio prisutan i za vrijeme hladnoratovske napetosti i to ponajprije u pogrdnom smislu, kao što je to danas slučaj s novotvorenicom pjongjangologija, koja se odnosi i na znanstveno izučavanje sjevernokorejskih politika, kao i na novinsko dopisništvo i društvenu satiru sjevernokorejskog režima.
Među najveće kremlinologe (sovjetologe) ubrajaju se Adam Ulam, utemeljitelj Centra za ruska istraživanja na Harvardu, Robert C. Tucker, Staljinov životopisac i predstojnik ruskih studija na Princetonu, diplomat Llewellyn Thompson, »osobni kremlinolog« Roberta Kennedija, Zbigniew Brzezinski te brojni američki i europski (njemački i britanski) povjesničari, diplomati, geopolitičari, geostratezi itd. Za vrijeme hladnog rata Institut Kennan (osnovan 1974.) predstavljao je glavni svjetski istraživački centar američko-sovjetskih, a kasnije i američko-ruskih odnosa. 
Termin ne treba miješati s jezikoslovnim i humanističkim disciplinama rusistikom, slavistikom ili sinologijom u slučaju Kine.

## Vanjske poveznice
- Kremlinology u rječniku Merriam-Webester
- Sovietology u rječniku The Free Dictionary